# Jake Newton
Jake Newton [džejk ňůtn] (* 22. září 1988, San Jacinto) je americký hokejový obránce, od července 2017 působící ve finském mužstvu KooKoo. Mimo USA působil na klubové úrovni v Itálii, Finsku a Česku. Jeho bratr Josh také hrál hokej, oba jsou po své matce částečně Kanaďani. Je ženatý, s manželkou má dvě děti.

## Hráčská kariéra
Jako malý hrával v Kanadě, kde s rodinou strávil část svého dětství, pouliční hokej. Jeho prvním klubem bylo River Sides Jets sídlící v Kalifornii. Následně působil v Texasu Tornado z NAHL a po roce zamířil do týmu Lincoln Stars hrajícího USHL. Před sezonou 2009/10 se stal posilou mužstva z Northeastern University z NCAA a poté nastupoval v AHL za klub Syracuse Crunch. V ročníku 2011/12 hrál za Cleveland Monsters z AHL a působil také v Allen Americans z CHL. V roce 2012 zamířil do Evropy, kde se domluvil na smlouvě s italským celkem HC Eppan Pirates a skončil s ním na celkovém prvním místě v Serii B. V červenci 2013 se vrátil zpět do vlasti, kde oblékal dresy týmů Ontario Reign (ECHL) a Bridgeport Sound Tigers (AHL). Před ročníkem 2014/15 odešel zpět do Itálie, konkrétně do mužstva HC Gherdëina z nejvyšší soutěže. V roce 2015 opět změnil angažmá a nastupoval ve Finsku za klub Vaasan Sport z SM-liigy. V říjnu 2016 posílil jako volný hráč (zadarmo) Mountfield HK z Hradce Králové hrající českou extraligu a domluvil se s ním na roční smlouvě. Na konci roku 2016 se s královéhradeckým týmem představil na přestižním Spenglerově poháru, kde bylo mužstvo nalosováno do Torrianiho skupiny společně s celky HC Lugano (Švýcarsko) a Avtomobilist Jekatěrinburg (Rusko) a skončilo v základní skupině na druhém místě. Ve čtvrtfinále poté vypadlo po prohře 1:5 nad evropským výběrem Kanady. V ročníku 2016/17 s klubem poprvé v jeho historii postoupil v nejvyšší soutěži do semifinále play-off, kde byl tým vyražen pozdějším mistrem - Kometou Brno v poměru 2:4 na zápasy, ale Newton společně se spoluhráči a trenéry získal bronzovou medaili. 1. května 2017 se po konci kontraktu stal volným hráčem. V červenci 2017 se vrátil do Finska, kde se domluvil na smlouvě s mužstvem KooKoo.

## Klubové statistiky
| Sezona    | Klub                    | Soutěž          | Základní část | Základní část | Základní část | Základní část | Základní část | Play off | Play off | Play off | Play off | Play off |
| Sezona    | Klub                    | Soutěž          | Z             | G             | A             | B             | TM            | Z        | G        | A        | B        | TM       |
| --------- | ----------------------- | --------------- | ------------- | ------------- | ------------- | ------------- | ------------- | -------- | -------- | -------- | -------- | -------- |
| 2006/2007 | Texas Tornado           | 000 NAHL        | 61            | 12            | 15            | 27            | 35            | 10       | 02       | 05       | 07       | 02       |
| 2007/2008 | Lincoln Stars           | 000 USHL        | 56            | 11            | 14            | 25            | 22            | 08       | 03       | 03       | 06       | 04       |
| 2008/2009 | Lincoln Stars           | 000 USHL        | 59            | 10            | 28            | 38            | 22            | 07       | 02       | 02       | 04       | 0        |
| 2009/2010 | Northeastern University | 000 NCAA        | 34            | 09            | 13            | 22            | 10            | —        | —        | —        | —        | —        |
| 2010/2011 | Syracuse Crunch         | 0000 AHL        | 48            | 02            | 07            | 09            | 06            | —        | —        | —        | —        | —        |
| 2011/2012 | Cleveland Monsters      | 0000 AHL        | 31            | 01            | 02            | 03            | 08            | —        | —        | —        | —        | —        |
|           | Allen Americans         | 0000 CHL        | 11            | 01            | 06            | 07            | 15            | 05       | 0        | 02       | 02       | 0        |
| 2012/2013 | HC Eppan Pirates        | 00 Serie B      | 40            | 20            | 18            | 38            | 08            | 15       | 06       | 04       | 10       | 06       |
| 2013/2014 | Ontario Reign           | 000 ECHL        | 36            | 12            | 17            | 29            | 04            | 04       | 01       | 0        | 01       | 02       |
|           | Bridgeport Sound Tigers | 0000 AHL        | 18            | 02            | 06            | 08            | 02            | —        | —        | —        | —        | —        |
| 2014/2015 | HC Gherdëina            | 00 Serie A      | 39            | 24            | 28            | 52            | 14            | 02       | 0        | 0        | 0        | 0        |
| 2015/2016 | Vaasan Sport            | 00 SM-liiga     | 58            | 09            | 15            | 24            | 14            | 02       | 0        | 01       | 01       | 02       |
| 2016/2017 | Mountfield HK           | Česká extraliga | 43            | 05            | 10            | 15            | 12            | 11       | 0        | 01       | 01       | 10       |
| 2017/2018 | KooKoo                  | 00 SM-liiga     |               |               |               |               |               |          |          |          |          |          |